# علی‌شیر جلیلوف
علی‌شیر جلیلوف (تاجیکی: Алишер Ҷалилов؛ زادهٔ ۲۹ اوت ۱۹۹۳) بازیکن فوتبال اهل تاجیکستان است که در پست هافبک برای باشگاه فوتبال استقلال دوشنبه و تیم ملی فوتبال تاجیکستان بازی می‌کند.
از باشگاه‌هایی که در آن بازی کرده‌است می‌توان به باشگاه فوتبال بالتیکا کالینینگراد، باشگاه فوتبال روبین کازان، و باشگاه فوتبال نفتخیمیک نیژنکامسک اشاره کرد.
وی در تمام رده‌های سنی پایه برای تیم ملی روسیه بازی کرد؛ اما در رده بزرگسالان برای تاجیکستان به میدان رفت.